# Dsungaripterus
Dsungaripterus, ibland kallad ”Junggarvingen”, var ett släkte med kortsvansade flygödlor. Släktet levde för 140 till 100 miljoner år sedan under  äldre krita. Släktets typart D. weii, som upptäcktes i Dzungariet i Kina och beskrevs 1964, var drygt en och en halv meter lång, varav nästan hälften av den var huvud, och den hade ett vingspann på upp till 3 meter. Dess mest typiska drag är dess utdragna, smala pincettliknande käke som den förmodligen använde för att plocka upp maskar, blötdjur och kräftdjur ur sandig eller lerig stränder där den levde. Längre bak i munnen hade den vassa tänder.